# Magnetit
Magnetit, är en gråsvart järnoxid med formeln Fe3O4. Magnetit kallas ibland svartmalm.
Magnetit tillhör det kubiska kristallsystemet och är till strukturen en spinell där två av järnatomerna har laddningen 3+ och en har laddningen 2+. Formeln skrivs därför ibland Fe2+Fe3+2O4. 
Magnetit bildas huvudsakligen under högt tryck och hög temperatur och nybildas inte i någon stor utsträckning på jordytan. Det bildas dock till exempel i samband med korrosion av stål, och ingår därför ofta i rost. 

## Etymologi och historia
Mineralet var känd sen antiken och har troligen sitt namn efter en fyndort Magnesia i Mindre Asien. Namnet magnesia användes även för brunsten och magnesiumoxid/magnesiumkarbonat. Namnet magnetit gavs av Wilhelm von Haidinger.

## Egenskaper
Magnetit innehåller teoretiskt 72,4 % järn. Tidigare redovisades detta som 31% FeO + 69% Fe2O3.
Magnetit är naturligt magnetiskt (ferrimagnetiskt). Det gör malmen lätt att skilja ut från omgivande gråberg.

## Förekomst
Magnetit är ett vanligt malmmineral som bryts i bland annat Kirunagruvan och Malmberget. 

### Biogen magnetit

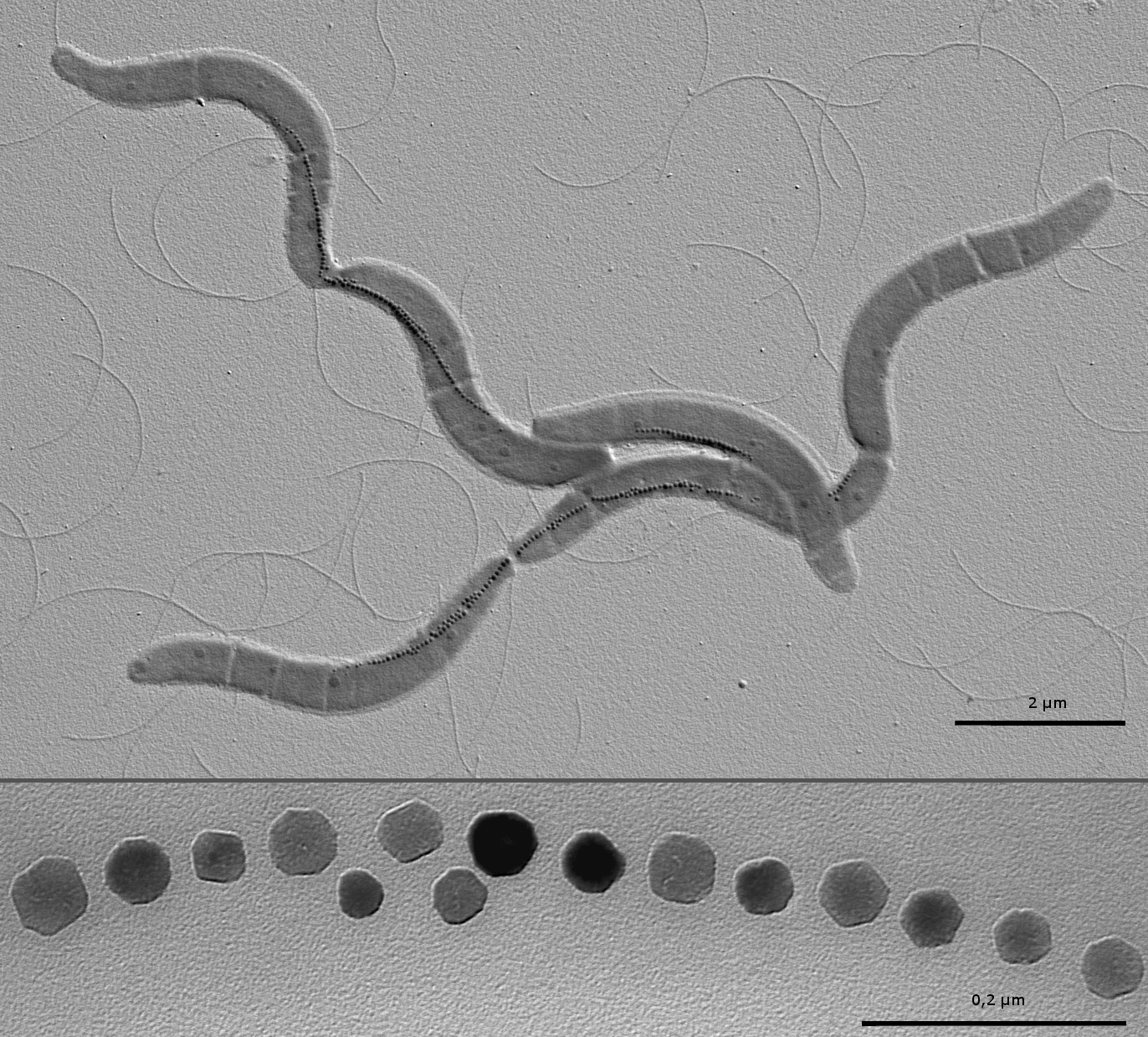
Elektronmikroskopbild av Magnetospirillum gryphiswaldensev som innehåller en rad magnetitkristaller. Nedre delen av bilden är en delförstoring.

Magnetitkristaller förekommer i några bakterier och djur.

### Svenska fyndplatser
- Kirunagruvan, massiv och i kristallform. Utgör malmen i de flesta gruvorna i området.
- Malmberget, som upp till 2 cm stora kristaller i druser (i renare form än Kirunagruvan då den innehåller lägre halter Fosfor).
- Smålands Taberg, en stor förekomst av varianten titanomagnetit med upp till 6% TiO2.
- Bergslagen, förekommer i många gruvor som fina kristaller i talkhaltiga bergarter.

### Övriga fyndigheter
I Norge förekommer talrika fyndigheter från Trondheim till Tromsø, liksom i Sydvaranger.
Bland andra områden, som är rika på magnetit, kan nämnas Uralbergen och många ställen i Nordamerika.

## Ett närbesläktat mineral
Ett närbesläktat mineral är maghemit γ-Fe2O3, en gulaktig järnoxid som framförallt förekommer i tropikernas jordar sedan allt järn oxiderats till Fe3+, och ingår även i rost. Även maghemit är ferrimagnetiskt.